# Ciudad Coahuila
Ciudad Coahuila, antes llamada Estación Coahuila o Kilómetro cincuenta y siete, es una localidad mexicana del estado de Baja California y dentro del municipio de Mexicali, conurbado con el poblado Luis B. Sánchez. del estado de Sonora, bajo una misma comunidad. Según datos del INEGI, cuenta con una población de 6,503 habitantes en el año 2020. Es además la cabecera de la delegación del municipio de Mexicali denominada Colonias Nuevas

## Toponimia
Ciudad Coahuila recibe su nombre al hecho que el poblado se desarrolla en los linderos de la vía del ferrocarril que en 1932 se desprende del Ferrocarril Inter-Californias, en su ramal que venía desde la ciudad de Mexicali y se dividía en estación Pascualitos, hacia el sur, primero estación Delta, luego Estación Pescaderos, posteriormente Estación Km. 43, y estación Riíto, y por último el estación Doctor,  ya en el estado de Sonora.  
El Ing. Luis Beltrán-Sánchez, fundador de la colonia Nuevo León, realizó gestiones en las oficinas en San Francisco ante la compañía ferroviaria, para que se estableciera una estación en ésa área y poder embarcar por ferrocarril el producto agrícola de la zona, tanto cebada para la Cervecería en Tecate, como algodón para exportación.  
Originalmente se le denominaba Km 57, ya que era la distancia desde el origen que era la ciudad de Mexicali. Cuando marca la frontera entre Sonora y Baja California a petición del Ing. Luis B. Sánchez, se denomina Luis B. Sánchez al poblado del lado de Sonora y Estación Coahuila del lado oeste, o sea en Baja California, ya que el Ing. Sánchez, era originario de Parras Coahuila.  El ferrocarril Inter-Californias fue absorbido por el Ferrocarril Sonora-Baja California, que a su vez fue absorbido por Ferrocarriles Nacionales de México, mismo que a inicios del siglo XXI, es operado por Ferromex únicamente como tren de carga.  
Debido a esta estación surgió el poblado o Kilómetro 57, o estación Coahuila, como se le conoció desde 1940, actualmente nombrado, Colonias Nuevas. 

## Geografía
El poblado se encuentra ubicada en las coordenadas 32°11"44' de latitud norte y 115°00"09' de longitud oeste, al sureste de la zona del Valle de Mexicali, cerca este de la margen este del río Colorado  y es una localidad fronteriza, específicamente con el poblado: Luis B Sánchez, Sonora, con el cual se encuentra conurbado, formando así una localidad interestatal de 11,177 habitantes. El km. 57 o Estación Coahuila es cabecera de la delegación municipal: Colonias Nuevas.
La localidad se conecta con el resto del municipio por la carretera estatal n.º 4 que lleva al norte hacia el ejido Plan de Ayala y hacia el sur hacia un poblado denominado El Indiviso o Doctor Alberto Oviedo Mota.